# Ивир
Ивир според византийските източници може да има няколко значения:
1. испанец;
2. грузинец;
3. лице, произхождащо от византийската тема Ивирия (1001 – 1074), известна също и като „Ивирия – Армения“ или „Ивирия – Ани“;
4. арменец – халкидонит;
5. монах от Ивирийския манастир.

„Ивир“ в първото значение на думата в източниците от 11 век се среща рядко.
„Ивир“ във второто значение на думата се ползва предимно в периода от 4 век пр.н.е. до 5 век, когато е съществувало независимото княжество Иверия и след 11 век.
„Ивир“ в третото значение на думата се ползва често във Византия през 11 век.
Последните 3 значения на думата „ивир“ понякога се ползват при характеристиката на едно и също лице.
В тази връзка е и понятието „Ивирия“ (Iberia). Във византийските източници от 11 век се споменават 3 Ивирии:
- Западна Ивирия – или Иберия (Иберийски полуостров с Испания и Португалия);
- Източна или Кавказка Иверия – част от днешна Грузия;
- Ивирия – източна византийска тема (военно-административна област), известна и като „Ивирия – Армения“ или „Ивирия – Ани“ – част от днешна Турция.